# بيل كير
بيل كير (بالإنجليزية: Bill Kerr)‏ هو ممثل أسترالي، ولد في 10 يونيو 1922 في جنوب أفريقيا، وتوفي في 28 أغسطس 2014 في أستراليا.

## أعمال

### أفلام
- (1966) شيء مضحك حدث في الطريق إلى المحكمة
- (1981) غاليبولي
- (1982) سنة العيش بخطورة
- (2003) بيتر بان[6][7]

## وصلات خارجية
- بيل كير على موقع IMDb (الإنجليزية)
- بيل كير على موقع قاعدة بيانات الأفلام السويدية (السويدية)
- بيل كير على موقع ديسكوغز (الإنجليزية)
- بيل كير على موقع قاعدة بيانات الفيلم (الإنجليزية)